# الحمري (تاكمة)
الحمري هو دُوَّار يقع بجماعة بوغريبة، إقليم بركان، جهة الشرق في المملكة المغربية. ينتمي الدوّار لمشيخة تاكمة التي تضم 23 دوار. يقدر عدد سكانه بـ 1414 نسمة حسب الإحصاء الرسمي للسكان والسكنى لسنة 2004.

## روابط خارجية
- البوابة الوطنية للجماعات الترابية
- المندوبية السامية للتخطيط